# Pčelarsko dlijeto
Pčelarsko dlijeto je pčelarski alat koji služi za lakše odvajanje nastavaka uljepljenih propolisom, razmicanje i vađenje okvira iz košnice, skidanje voštanih zaperaka na njima, struganje i čišćenje pojedinih dijelova košnice. Dlijeto je izrađeno od plosnatog metala (pocinčano ili od nehrđajućeg čelika), s oba kraja naoštreno i savijeno pod kutom od 90˚ (pravi kut) na jednom kraju.

## Pčelarski nož
Pčelarski nož predstavlja neophodan alat svakog pčelara. Napravljen je od nehrđajućeg čelika, s jedne strane je ravan i oštar, a s druge savijen skoro pod pravim kutom. Služi za odvajanje poklopne daske od tijela košnice, kao i za razdvajanje nastavaka tijela košnice jednog od drugog, zatim za razdvajanje okvira, skidanje voska i propolisa s pojedinih dijelova košnice, čišćenje zidova i podnjače košnice i slično.

## Pčelarska oprema
Pčelarska oprema se dijeli u više vrsta: alat, pribor, potrošni materijal, apitehnika i zaštitna oprema.

### Pčelarski alat
Pčelarski alat služi za rad s pčelama ili za umetanje satnih osnova. U pčelarski alat za rad s pčelama spadaju razne dimilice, dlijeta, kliješta i četke, a za rad sa satnim osnovama poslužit će šilo ili bušilica, kotačić ili transformator, natezač žice. Za procjenu popunjenosti okvira medom koristit ćemo pčelarsku vagu, a za prijenos (transport) košnica specijalno uređena kolica.

### Pčelarski pribor
Pčelarski pribor pomaže pri radu s pčelama, poput "dodatne opreme za košnice". Tu spadaju matične rešetke, kavezi za matice, bježalice, sakupljači peludi, mreže za propolis i druga pomoćna sredstva (stege, ručke, zatvarači, razmaci, spojke). Remen će pčelarima pomoći pri prijenosu košnica, a za spremanje meda trebat ćemo staklenke s pripadajućim poklopcima. Dobro će doći i mala pumpica za med u staklenki.

### Potrošni materijal
U potrošni materijal spadaju satne osnove, te čavlići različitih duljina, šuplje zakovice, žica i mreža. Ne smijemo zaboraviti niti drvo kao osnovni materijal za izradu svih dijelova košnica, lim za izradu krovova, ljepilo, flomastere za označavanje matica, kao ni boju za košnice.

### Apitehnika
Apitehnika je zajednički naziv svh specijalnih alata i uređaja na ručni ili motorni pogon koji se koriste u pčelarstvu. Tu spada taca korito, odnosno stalak za otklapanje saća, više vrsta vrcaljki, sita i filteri za med, posude (bačve) za med s pripadajućim slavinama (ventilima), pumpe, dozatori, grijači, mješalice i komore za dekristalizaciju. Za rad s voskom trebat će nam topionik i preša, a postoji i posebna preša za izradu satnih osnova. Naravno da uz svu navedenu pčelarsku opremu postoji još specijalnih alata i uređaja, ali njih koriste isključivo u industriji.

### Zaštitna oprema
Zaštitna oprema u pčelarstvu podrazumijeva zaštitnu odjeću i specijalne rukavice. U zaštitnu odjeću spadaju šeširi u različitim izvedbama, jakne i hlače, odnosno kombinezoni. Ne smijemo zaboraviti ni zaštitnu obuću, jer uznemirene pčele ne biraju mjesto gdje će ubosti.